# Porchy
Porchy (По́рчи, настоящее имя Дарио Виейра, род. 22 февраля 1989, Лиссабон, Португалия) — лондонский саунд-продюсер, рэпер и певец португальского происхождения.

## Биография
Дарио Виейра родился 22 февраля 1989 года в Лиссабоне, где прожил 10 лет. В старшей школе получил прозвище «Porchy» (Португалец), что поначалу не нравилось будущему МС. Впоследствии же именно это имя прижилось и стало его псевдонимом.

"Так меня стали называть в старшей школе. Сначала я это терпеть не мог. Говорил: «Какого черта? Меня зовут Дарио, зовите меня Дарио!». А чуваки в ответ: «Неа, теперь ты Porchy». По окончании школы я решил: «Знаете, что? Я уже отзываюсь, когда меня зовут „Porchy“, так что, пожалуй, оставлю это имя и тем самым превращу нечто негативное во что-то конструктивное»". — Дарио для The Flow
В 2000 году вместе с родителями переехал в Великобританию, Лондон, где прожил полгода. После семья Дарио сменила несколько городков, прежде чем осела в Ипсвиче. В возрасте 16-22 лет музыкант был связан с криминалом, находясь в тяжёлом материальном положении.
«Я был дилером. И занимался этим, потому что был на мели, потому что не было другого выбора. Это было не для имиджа. Сейчас много чуваков кичатся в своих текстах, мол, делал это, делал то. Особенно в России! Тут чуть ли не все рэперы „уличные“, но я что-то никого не видел на улицах.» 
В школе познакомился с Jerome Da Chef (ныне английским хип-хоп исполнителем), который, по словам Порчи, и научил его читать рэп.

В связи с семейными обстоятельствами, Дарио решился на перемены в своей жизни. Уехав в Лондон, он поступил в университет (University of West London (former Thames Valley University (TVU)) на курс режиссуры, где познакомился с музыкантом Markul’ом. Тот, в свою очередь, познакомил рэпера с Оксимироном, сотрудничество с которым музыкант продолжает по сей день.
«Марк уже тогда говорил, что у этого чела исключительные тексты, и мне следует с ним поработать. Я решил, что надо встретиться, когда он вернётся в Лондон в октябре. Вскоре после этого я натыкаюсь в сети на те видео, которые выкладывал Рома Жиган. И тут я такой: „Ну нафиг! С таким типом я работать не буду!“. Ну ты понимаешь, это был вообще второй раз в жизни, когда я услышал его имя. В третий раз я услышал его имя, когда уже познакомился с ним лично. Этот чел приходит ко мне домой одетым как бомж: порванные „вансы“, длинная зелёная куртка. Он был как мразь. И этот парень, придя ко мне домой, выкурил тридцать сигарет за два часа. Мы с ним сидели в маленькой комнатке, где я писал бит на худшем в мире компе, на котором был установлен худший в мире Fruity Loops, замиравший каждые две секунды. Комп ещё и шумел, как самолет! А этот Окси курит и курит, курит и, сука, курит. Сижу и думаю: „Да что это вообще за тип? Сейчас мне хату провоняет!“ Я, конечно, там тоже дымил, но это и рядом не стояло с тем, как курил он. Я запомнил, как он спрашивал у Марка по-русски обо мне: „Этот тип что, chillout-биты какие-то пишет?“ Я не понял тогда смысл вопроса, но уловил про chillout-биты и меня это тогда выбесило»
В 2012 году Porchy присоединился к тусовке Green Park. А уже в феврале 2013 совершил свой первый визит в Россию, что стало для артиста настоящим открытием.
«Порчи ни разу здесь не был, ни разу не видел столько снега.»

## Творческая деятельность

### Сотрудничество сOxxxymiron’ом
С 2011 года Porchy плотно сотрудничает с Оксимироном. Первыми работами музыканта, спродюсированными после знакомства с петербуржским рэпером, стали биты к проморолику «27.2.12» и треку «Неваляшка». 
Первая песня, которую Porchy спродюсировал для Oxxxymiron’a. Стала своеобразным манифестом и ребутом карьеры последнего.
Первым совместным треком Порчи и Оксимирона стал «XXX SHOP», которым было ознаменовано открытие интернет-магазина «Oxxxyshop».
Осенью 2015 года Оксимироном был выпущен второй сольный альбом «Горгород», спродюсированный Дарио.
Летом 2016 вместе с Оксимироном Порчи принял участие в музыкальном фестивале Пикник «Афиши».
После 2011 года за инструменталы каждого нового трека Мирона (не считая 3‑го альбома) отвечает именно Порчи.

### Сотрудничество с зарубежными исполнителями
Продюсировал для британских звёзд грайма (P-Money, Ghetts, Shystie) и электроники (Maxim из The Prodigy), польского рэпера Popek’а.
Работал с Chronz, Rival, Rafroman, Nee-Hi, Kaze Beats, Dope x Broke, Jerome Da Chef, Sane Beats, Jimbo Barry, Zeph Ellis (Dot Rotten), Sillins Beats, Jaime Menezes, SickDrumz, Ameriqa, Loqiemean, Жак-Энтони, ЛСП, ATL, Markul, OBLADAET, ОХРА, stereoRYZE, I1, Bumble Beezy, Illumate, Alphavite, PLC.

### Сольная карьера
Porchy состоит в концертном агентстве Booking Machine и творческом объединении KULTIZDAT.
В 2013 году Порчи опубликовал свой первый сольный трек «Stay There», выпуск которого подарил слушателям надежду на последующие релизы. После был представлен клип на упомянутый трек, снятый в различных городах и странах командой Cuts and Scratches.
В 2016 году состоялся релиз микстейпа на лейбле Kultizdat «King Midas». А также клип на трек «King Midas».
18 декабря 2016 года стал специальным гостем на концерте Rap.ru «The Game». В январе 2017 года вышел дебютный клип сайд-проекта Porchy «Hurt Enough» . Neptune — под этим псевдонимом Дарио разрабатывает свой новый стиль, основанный на низком вокале.
В феврале 2017 года выступил с DJ-сетом и лайвом (живым выступлением) на концерте американского хип-хоп исполнителя Waka Flocka Flame в Екатеринбурге, а также на концерте Rick Ross'а в Москве.
14 февраля 2017 состоялся релиз совместного альбома Porchy и Ameriqa «Th3 Hook», который произвёл настоящий фурор на отечественном хип-хоп пространстве и за рубежом.
9 июня 2017 Порчи стал одним из рэперов, выступивших на киевском концерте «Urban Vibes».
11 января 2019 у исполнителя вышел сольный альбом под названием «THE FALL». В альбоме в качестве гостей были замечены: British Rich, Komet, Oxxxymiron, Markul, IDAN, Ameriqa и Cianna Blaze. Также скоро музыкант планирует анонсировать свой сольный тур.
За последние несколько лет Porchy стал не просто «компаньоном Оксимирона», а достаточно самостоятельным в музыкальном плане артистом, стремительно набирающим собственную аудиторию. Дарио интересен ведущим рэп-сообществам, приглашается специальным гостем на различные музыкальные фестивали, выпускает качественный материал и останавливаться не собирается.
22 декабря 2023 года Porchy и Ameriqa выпустили «Th3 Hook 2», продолжение их альбома «Th3 Hook». Фанаты ждали новый альбом 4 года, и начальная песня «Th3 H Town» повествует о том, что произошло за те 4 года, что Дарио не выпускал. Также в альбом вошёл сиквел к песне «Cocaina», «Cocaina 2». В общей сложности, в новый альбом вошло 17 новых треков.

## Дискография

### Альбомы
- 2019 — The fall

### Коллаборации
- 2017 — Th3 Hook (Porchy & Ameriqa)
- 2023 — Th3 Hook 2 (Porchy & Ameriqa)

### Микстейпы
- 2016 — King Midas

### Синглы
- 2014 — «Earth Burns» (feat. Oxxxymiron)
- 2016 — «Imperial» (feat. ЛСП & Oxxxymiron)
- 2016 — «Euphoria» (feat. I1)
- 2018 — «Everytime I Leave»
- 2018 — «NO CHAT»
- 2018 — «Ricochet» (feat. Claude Money)
- 2018 — «Faded» (feat. Dizaster)
- 2018 — «Tabasco» (feat. Oxxxymiron)
- 2018 — «Konstrukt» (feat. May Wave$, Jeembo, Loqiemean, Thomas Mraz, Tveth, Souloud, Markul и Oxxxymiron)
- 2018 — «Priorities» (feat. OT BEATZ & Komo Beatz)
- 2018 — «Struggles» (feat. Idan, Oxxxymiron & Markul)
- 2020 — «Get it» (feat. Claudio Marques)
- 2020 — «Drogon»

### Участие
- 2015 — Жак Энтони — «Бездыханным» («Пора очнуться»)
- 2016 — CVPELLV — «Phonogram, Pt. 2» («Ртуть» feat. PLC)
- 2016 — Bumble Beezy — «Deviant» («Роль»)
- 2018 — Bumble Beezy — «111111» («Dripset»)

### Видеоклипы
- 2013 — «Stay There»
- 2016 — «King Midas»
- 2017 — «Hurt Enough» (Neptune)
- 2018 — «Savages and Badits»
- 2018 — «KONSTRUKT»

## Концертные туры
- 2018 — THE CALM BEFORE THE TOUR

#### ТурыOxxxymiron'а
- 2013 — «Долгий путь домой Tour»
- 2014 — «арХХХеология Tour»
- 2015 — «Город под подошвой Tour»
- 2016 — Takeover Tour
- 2016 — Back to Europe
- 2016 — Takeover Tour 2
- 2017 — IMPERIVM (стадионный тур)
- 2019 — KONSTRUKT